# Yunquera de Henares (kommunhuvudort)
Yunquera de Henares är en kommunhuvudort i Spanien.   Den ligger i provinsen Provincia de Guadalajara och regionen Kastilien-La Mancha, i den centrala delen av landet, 60 km nordost om huvudstaden Madrid. Yunquera de Henares ligger 688 meter över havet och antalet invånare är 2 420.
Terrängen runt Yunquera de Henares är platt åt nordväst, men åt sydost är den kuperad. Yunquera de Henares ligger nere i en dal. Runt Yunquera de Henares är det ganska tätbefolkat, med 72 invånare per kvadratkilometer. Närmaste större samhälle är Guadalajara, 13,6 km söder om Yunquera de Henares. Trakten runt Yunquera de Henares består till största delen av jordbruksmark.